# Гейло
Гейло (нід. Heiloo, нід. вимова: [ɦɛiˈloː] ( прослухати)) — місто у Нідерландах, яке має статус окремого муніципалітету, у провінції Північна Голландія.

## Визначні мешканці
- Йоріс Крамер (нар. 1996) — нідерландський футболіст
- Томас Ауеян (нар. 1996) —  нідерландський футболіст